# اسوتیسلاو گلیشوویچ
اسوتیسلاو گلیشوویچ (انگلیسی: Svetislav Glišović؛ ۱۷ سپتامبر ۱۹۱۳ – ۱۰ مارس ۱۹۸۸) بازیکن فوتبال اهل یوگسلاوی بود.
از باشگاه‌هایی که در آن بازی کرده‌است می‌توان به باشگاه فوتبال بئوگراد اشاره کرد.
وی همچنین در تیم ملی فوتبال یوگسلاوی بازی کرده‌است.